# 3089 Oujianquan
3089 Oujianquan è un asteroide della fascia principale del diametro medio di circa 33,72 km. Scoperto nel 1981, presenta un'orbita caratterizzata da un semiasse maggiore pari a 2,9345293 UA e da un'eccentricità di 0,1821874, inclinata di 16,67795° rispetto all'eclittica.
L'asteroide è dedicato a Oujianquan, imprenditore cinese.